# Marienplatz metróállomás
A Marienplatz egy metróállomás Németországban, a bajor fővárosban, Münchenben a müncheni metró U3-as és U6-os vonalán.

## Metróvonalak
Az állomást az alábbi metróvonalak érintik:
- U3
- U6
- Stammstrecke 1

## Kapcsolódó állomások
A metróállomáshoz az alábbi állomások vannak a legközelebb:
- Odeonsplatz (Garching-Forschungszentrum, U6)
- Sendlinger Tor (Klinikum Großhadern, U6)
- Sendlinger Tor (Fürstenried West, U3)
- Odeonsplatz (Moosach, U3)

## Útvonal
| Vonal | Állomások |
| ----- | --- |
| U3    | Moosach – Moosacher St.-Martins-Platz – Olympia-Einkaufszentrum – Oberwiesenfeld – Olympiazentrum – Petuelring – Scheidplatz – Bonner Platz – Münchner Freiheit – Giselastraße – Universität – Odeonsplatz – Marienplatz – Sendlinger Tor – Goetheplatz – Poccistraße – Implerstraße – Brudermühlstraße – Thalkirchen – Obersendling – Aidenbachstraße – Machtlfinger Straße – Forstenrieder Allee – Basler Straße – Fürstenried West |
| U6    | Garching-Forschungszentrum – Garching – Garching-Hochbrück – Fröttmaning – Kieferngarten – Freimann – Studentenstadt – Alte Heide – Nordfriedhof – Dietlindenstraße – Münchner Freiheit – Giselastraße – Universität – Odeonsplatz – Marienplatz – Sendlinger Tor – Goetheplatz – Poccistraße – Implerstraße – Harras – Partnachplatz – Westpark – Holzapfelkreuth – Haderner Stern – Großhadern – Klinikum Großhadern                |

## Átszállási kapcsolatok
| U3 (Moosach ↔ Fürstenried West)                       |                        |
| U6 (Garching-Forschungszentrum ↔ Klinikum Großhadern) |                        |
| Állomás                                               | Átszállási kapcsolatok |
| Marienplatz                                           | , 52 , 132             |